# 공병

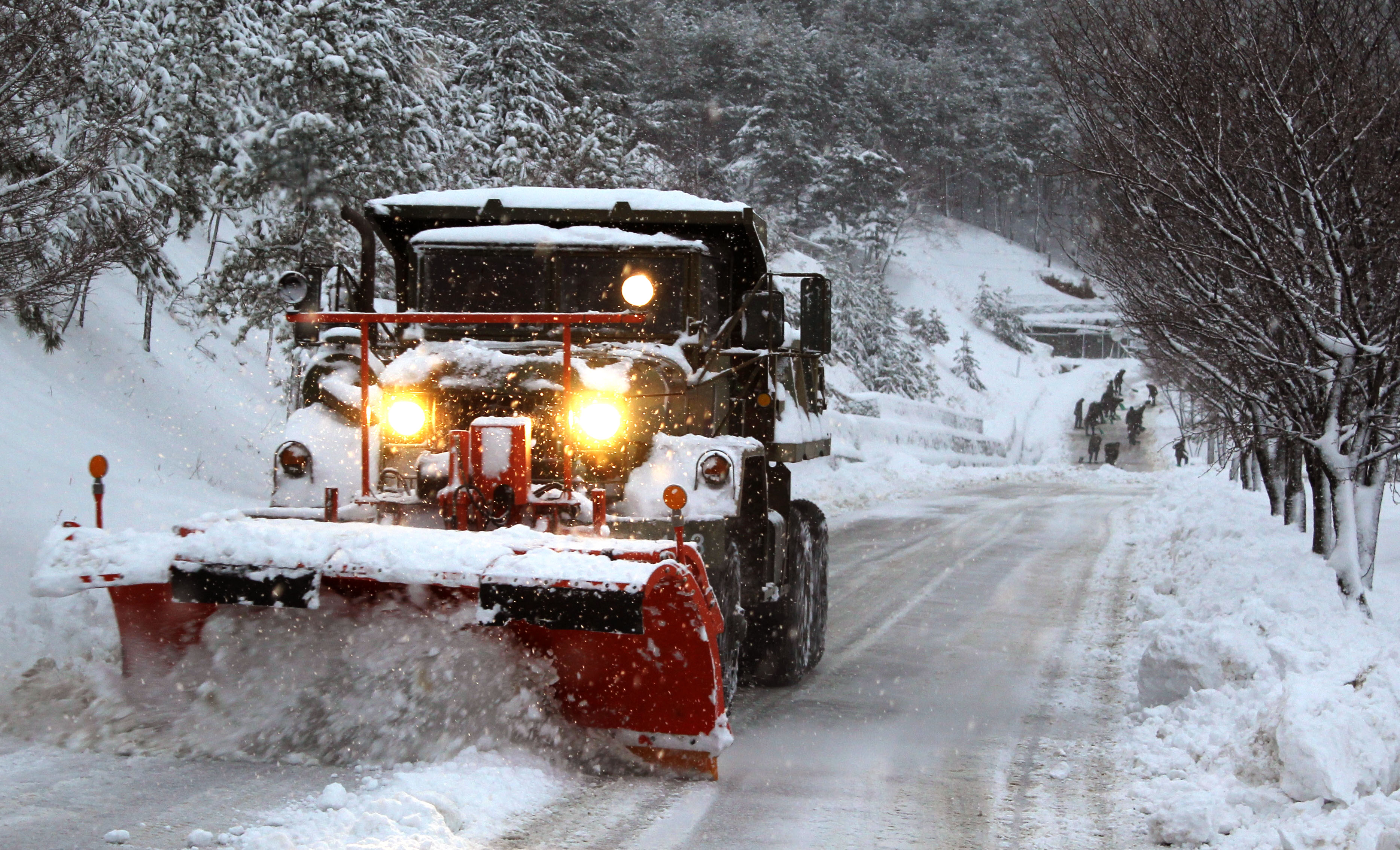
2012년 2월 대한민국 육군 제8군단이 제설을 진행하는 모습

공병(工兵)은 동아시아, 그 중에서도 한자 문화권에서 사용되는 단어로, 군대에서 공학을 담당하는 부대 또는 병과를 가리킨다. 유럽어권에서는 새퍼, 파이오니어, 전투공병(영어: Combat Engineer) 등으로 명칭이 나뉜다. 공병의 주요 업무는 축성, 가교, 건설, 측량, 파괴 등 다양한 임무를 맡고 있다. 전쟁 상황에 따라서는 상륙정을 통해 부대를 상륙시키는 역할을 맡기도 한다. 대한민국에서는 공병 부대가 모여 있는 군부대를 "공병단"이라고 부르며, 일본에서는 자위대 내 공병 부대를 시설과라고 부르고, 중화인민공화국에서는 중국인민해방군 공정병이라는 병과를 따로 운용하고 있다. 
공병이라는 단어는 각국이 서양식 군대를 도입하던 시기 '공학을 담당하는 부대'를 번역하면서 만들어진 단어이다. 일본에서는 메이지 유신 직후인 1871년 공병과를 신설한 뒤 1879년 공병조전이라는 법전을 편찬해 공병이라는 단어를 사용하기 시작했고, 1880년 오국대대병어자휘을 발행하여 '공병'이 무엇을 의미하는지 기록하였다. 중화권의 경우 1900년대 초 제작된 《청조 속문헌통고》4권에 공병이라는 단어가 등장하였다. 한국에서도 1900년 대한제국 정부가 편찬한 『군사 제도 개편안』, 1900년 6월 1일 발행된 황성신문, 그리고 1901년 대한제국 관보 등에서 공병 부대의 존재가 확인된다. 